# Torrie Wilsonová
Torrie Anne Wilson (* 24. července 1975, Boise, Idaho, USA) je americká profesionální wrestlerka a modelka. Je známá hlavně díky účinkování v World Championship Wrestling (WCW) a World Wrestling Entertainment (WWE), kde během svého osmiletého působení byla členkou rosteru SmackDown i Raw.
V roce 1998 vyhrála soutěž Miss Galaxy. Krátce poté podepsala smlouvu s World Championship Wrestling kde působila od roku 1999 do roku 2001. Ten samý rok se začala pravidelně objevovat ve World Wrestling Federation (WWF). Její nejznámější storyline se odehrála v roce 2003 jako feud s Dawn Marie. Wilsonová byla také členkou týmu známého jako Vince's Devils, který se rozpadl v roce 2006.
Mimo wrestling se Torrie objevila na několika titulních stranách časopisů vč. FHM a Playboy.

## Dětství
Wilsonová se narodila v Boise, Idaho. Tvrdí, že jako dítě byla velmi plachá. Zato ale vynikala v mnoha školních aktivitách jako roztleskávání, tanec a obecně byla velmi soutěživá.
Během svého druhého ročníku na střední škole se její zájem o modeling stal více vážný, její matka jí k tomu vedla. Navštívila agenturu a byla informována, že by měla zhubnout aby mohla být modelka. V procesu hubnutí spadla do bludného kruhu mentální anorexie a později i bulimie. To trvalo od 14 let až k 20.
Po zotavení se začala Wilsonová věnovat fitness. Začala jíst šest jídel denně a pravidelně cvičit. Umístila se na třetím místě ve své první soutěži a později vyhrála Miss Galaxy 1998. Poté strávila nějaký čas v Extreme Fitness Team. V soutěži Women's Tri-Fitness Championships vyhrála první místo.
Později v roce 1998 se Wilsonová nastěhovala do Los Angeles a začala se věnovat herectví. Objevila agenta který jí pomohl získat pár pracovních míst.

## Profesionální wrestlingová kariéra

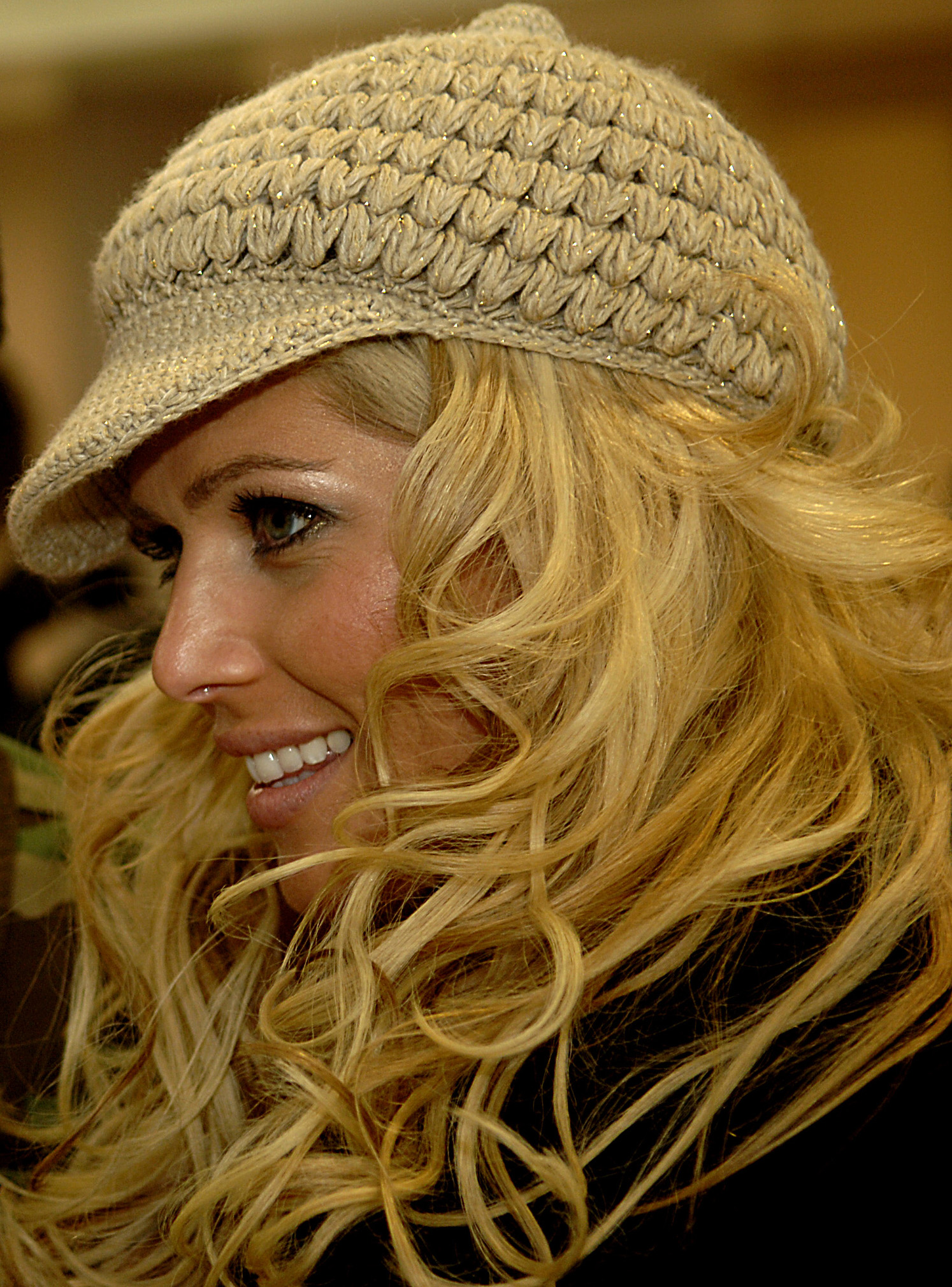
Torrie Wilson v roce 2006

### World Wrestling Entertaiment (2001-2008)
Svůj televizní debut udělala 28. června 2001 v epizodě SmackDown! jako součást storyline nesoucí název "Invaze". Zde ztvárnila nejnovější milostnou aférku Vince McMahona. Také se začala přátelit s kolegyní Stacy Keibler. Toto duo se utkalo v zápase proti Trish Stratus a Litě na pey-per-view "InVasion". Ten ale bohužel prohrály. Následující večer na Raw se ale Torrie pomstila a porazila Trish. I přes svůj relativní nedostatek zkušeností v ringu se spojila se Stacy a Ivory a občas se proti nějakým divám utkaly.
Vcelku oblíbená se stala když si začala románek s Tajiri. V důsledku toho si znepřátelila Stacy. Na show No Mercy ji ale Torrie v zápase porazila. Její nejznámější feud ale nastal v letech 2002-2003 kdy měla zápas s Dawn Marie. Ve storyline se Dawn Marie snažila vzít si Torriného otce, Al Wilsona, za manžela. Dawn také odhalila, že chová city k samotné Torrie. Dokonce nabídla to, že by zrušila svatbu a šla by s ní na noc do hotelu. Al a Dawn se pak v epizodě SmackDown vzali, ale ve spodním prádle. Al později zemřel na infarkt (jen jako součást příběhu) kvůli tomu, že měl s Dawn na svatební cestě pohlavní styk několikrát za sebou. Jako reakci na to vše v říjnu Wilsonová porazila Dawn na show No Mercy. Opět jí porazila na Royal Rumble, tento zápas byl inzerován jako "Nevlastní matka vs Nevlastní dcera". Feud trval devět měsíců.
V květnu 2003 se Torrie objevila na titulní straně magazínu Playboy. O několik měsíců dříve si kvůli tomu začala feud s Nidiou, který na ní žárlila. V rámci příběhu pak na ni byl naštvaný i její televizní přítel Jamie Noble. Krátce poté se do WWE vrátila Sable, která kdysi byla na obálce toho samého časopisu. Tím začal spor mezi těmito dvěma. Vyvrcholil na show Judgment Day když ji Torrie porazila. O dva roky později byla Torrie a Candice Michelle přesunuty do Raw. Tam Torrie prošla heelturnem když napadla Ashley Massaro.
28. září 2008 v epizodě SmackDown byla v ringu napadena Krissy Vaine. Jejich feud ale předčasně skončil když Krissy opustila společnost. O měsíc později se Torrie spojila s Mickie James proti Beth Phoenix a Victorii, bohužel neúspěšně. Toriin poslední zápas se uskutečnil 23. října když porazila dlouholetou rivalku Victorii. V listopadu se podrobila fyzické terapie ve vztahu a předchozímu zranění zad. Dne 8. května 2008 byla Torrie ze svého kontraktu s WWE propuštěna.

## Ostatní media
Mimo Playboy se Torrie objevila v září 2006 i na titulní stránce magazínu FHM.
V roce 2007 byla umístěna v žebříčku 100 nejsvůdnějších žen světa právě od FHM. Také byla na seznamu nejžádanějších žen světa na webu AskMen.com (v roce 2006 na 22. místě a o rok později na 65.).
Spolu s několika dalšími divami si Torrie v dubnu 2007 zahrála ve videoklipu od Timbalanda a The Hives, "Throw It On Me". Ten samý rok se společně s Mickem Foleym účastnila Special Olympics World Games v Šanghaji. V dubnu 2009 hostovala v reality show od NBC s názvem I'm a Celebrity…Get Me out of Here!.

## Osobní život
Torrie připouští, že když byla malá, tak wrestling nesledovala. Ale říká, že od té doby co se do průmyslu zapojila, je velká fanynka Hulka Hogana.
Během svého působení ve WWE byla Torrie na cestách 300 dní za rok. Měla psa jménem Chloe který cestoval s ní.
Torrie byla blízká kamarádka se Stacy Keibler. V Los Angeles (Kalifornie) byly i spolubydlící.
Poté, co byla s Peterem Grunerem (na televizních obrazovkách známý jako Billy Kidman) čtyři roky, dne 11. července 2003 se za něj vdala. Žili spolu v Tampě na Floridě, když zrovna necestovali. Pár se oficiálně rozvedl v roce 2008.
V září 2007 si Torrie založila vlastní značku oblečení jménem "Officially Jaded". Pomáhal jí Nick Mitchell, bývalý wrestler známý jako Mitch. Tito dva spolu začali chodit v polovině roku 2006. Torrie si otevřela obchod ve Woodlands, Texas.
Od prosince 2011 má Torrie romantický vztah s hráčem New York Yankees, Alexem Rodriguezem.

## Ve wrestlingu
Zakončovací chvaty
- Nose Job - 2005–2008
- Torrie-nado DDT - 2002–2004

Jako manažerka
- Filthy Animals
- Carlito
- Shane Douglas
- David Flair
- Billy Gunn
- Billy Kidman
- Tajiri
- Rey Mysterio

Theme songy
- "Need a Little Time" od Lilian Garcia (2003–2005)
- "Not Enough for Me" od Jim Johnston (2005-2006)
- "A Girl Like That" od Eleventh Hour (květen 2006-květen 2008)